# Eudorus van Alexandrië
Eudorus van Alexandrië was een middenplatonische filosoof die leefde in Alexandrië en actief was halverwege de 1e eeuw v.Chr. Mogelijk was hij de leerling van Dio van Alexandrië. Tot dan toe was de belangstelling voor platonische filosofie afgenomen, en Eudorus is de eerste waarvan bekend is dat hij bijdroeg aan de herleving en verandering van dat platonisme. Van zijn werk resten echter slechts fragmenten in de vorm van citaten bij de neoplatonist Simplicius. 
In zijn werk legde Eudorus de basis voor het middenplatonisme, waarin de teneur meer religieus of spiritueel werd, maar dit deed hij door zich direct te baseren op Plato's teksten. Eudorus vermengde het platonisme met aristotelische, stoïsche en vooral neopythagoreïsche elementen. Het doel van het platonische leven was eenwording met het transcendente goddelijke, dat hij het Ene noemde, en daarvoor was wijsheid nodig. De platonische Wereldziel werd niet beschouwd als een illustratie en mythe, maar als iets echts dat was geconstrueerd volgens aritmetische en geometrische regels, waarmee Eudorus het deels eens was met de interpretaties van de oudere platonisten Xenocrates en Crantor. 
In zijn tekstinterpretaties ging Eudorus ervan uit dat Plato een man was met veel stemmen, maar met weinig standpunten. Zo loste hij verschillen tussen Plato's dialogen op door ze te herinterpreteren. Met zijn tekstonderzoek en exegese leverde Eudorus een belangrijke bijdrage aan platonisch onderzoek, en was hij een bron van informatie voor Plutarchus en vermoedelijk ook Potamo van Alexandrië en Philo van Alexandrië. Het middenplatonisme was direct van invloed op de ontwikkeling van het hermetisme en later ook het neoplatonisme. 